# أميفوستين
أميفوستين  يعرف بسيتوبروتيكتيفي يستخدم مساعدا في العلاج الكيميائي للسرطان والعلاج الإشعاعي المتعلقة بعوامل العلاج الكيميائي المرتبطة بالحمض النووي (DNA-binding). يتم تسويقه من قبل مجموعة (Group Clinigen) تحت الاسم التجاري Ethyol.

## دواعي الاستعمال
يستخدم أميفوستين كعلاج للحد من الحالات المتعلقة بقلة الخلايا المتعادلة والالتهابات الناتجة عن عواملالعلاج الكيميائي المرتبطة بالحمض النووي (DNA-binding) بما في ذلك عوامل الكيلاتين (alkylating ) (مثل:سيكلوفوسفاميد) و عوامل التي تحتوي على البلاتين(platinum-containing) (مثل:سيسبلاتين). كما أنها تستخدم لتقليل السمية كلوية المرتبطة بالعوامل التي تحتوي على البلاتين(platinum-containing). تجدر الإشارة أيضا إلى أن أميفوسين يستخدم لعلاج حالات جفاف الحلق للمرضى الذين يخضعون للعلاج بالأشعة بالنسبة لسرطان الرأس والرقبة.
كما يستخدم أميفوستين للحد من السمية الكلوية التراكمية من سيسبلاتين (cisplatin) في سرطان الرئة ذو الخلايا غير الصغيرة. مع ذلك لوحظ أنه من المحتمل بأن أميفوستين  يحمي الأورام. وقد أظهرت بيانات إضافية أن حماية  أميفوستين للأورام، في أي تجربة سرسرية غير محتمل.

## الدوائية

WR-1065، 2 - (aminopropyl) amino)) إيثانثيول، الأيض النشط (Active metabolite)للأميفوسين

أميفوستين هو ثيوفوسفات (thiophosphate) دواء أولي عضوي يتحلل في الجسم الحي من قبل الفوسفاتاز قلوي السيتوبروتاكتيف النشط ثيول الأيض ،WR-1065. ويعتقد أن الحماية الانتقائية للأنسجة غير الخبيثة  يعود إلى ارتفاع النشاط الفوسفاتيز القلوي، وارتفاع درجة الحموضة، واختراق الأوعية الدموية من قبل الأنسجة الطبيعية.
يمكن أخد أميفوستين عن طريق الأوردة أو تحت الجلد بعد مزجه مع مصل فيزيولوجي.  الحقن المتواصل لمدة لا تتعدى 15 دقيقة تقلل من خطر الآثار السلبية. يجب أن يكون جسم المريض رطب جيدا  قبل الحقن.

## آلية العمل
داخل الخلايا يقوم أميفوستين بإزالة سموم الأيض المتفاعلة من البلاتين وعوامل الكيلاتين، وهو كذلك يقتات من  الجذور الحرة. ويحتمل حدوث أثار أخرى منها تسريعإصلاح الحمض النووي، وتحريض نقص الأكسجة الخلوية، تثبيط الخلايا، تغيير في التعبير الجيني وتعديل نشاط الإنزيم. ويعتقد أن  أميفوستين إلى يقي الأنسجة الطبيعية من الإشعاع عبر(Warburg-type effects) .

## الآثار السلبية
وتتمثل الآثار الجانبية الشائعة للأميفوستين نقص كالسيوم الدم، والإسهال، والغثيان، والتقيؤ، والعطس، ونعاس، والفواق. وتشمل الآثار الجانبية الخطيرة: انخفاض ضغط الدم (وجدت في 62٪ من المرضى)،حمامى متعددة الأشكال ،متلازمة ستيفنس جونسون و سمية انحلال البشرة، متلازمة فرط التحسس المناعية، احمرار الجلد، صدمة الحساسية، وفقدان الوعي (نادرة).

## موانع
ومن موانع تعاطي أميفوستين وجود فرط الحساسية لمركبات أميفوستيني وأمينوثيول مثل WR-1065.  إثيول يتضمن المانيتول.